# Kościół św. Marii Magdaleny w Kalwie
Kościół św. Marii Magdaleny w Kalwie – rzymskokatolicki kościół parafialny zlokalizowany we wsi Kalwa (powiat sztumski, województwo pomorskie). Do rejestru zabytków wpisany został w 1978 pod numerem 95. Funkcjonuje przy nim parafia św. Marii Magdaleny.

## Historia

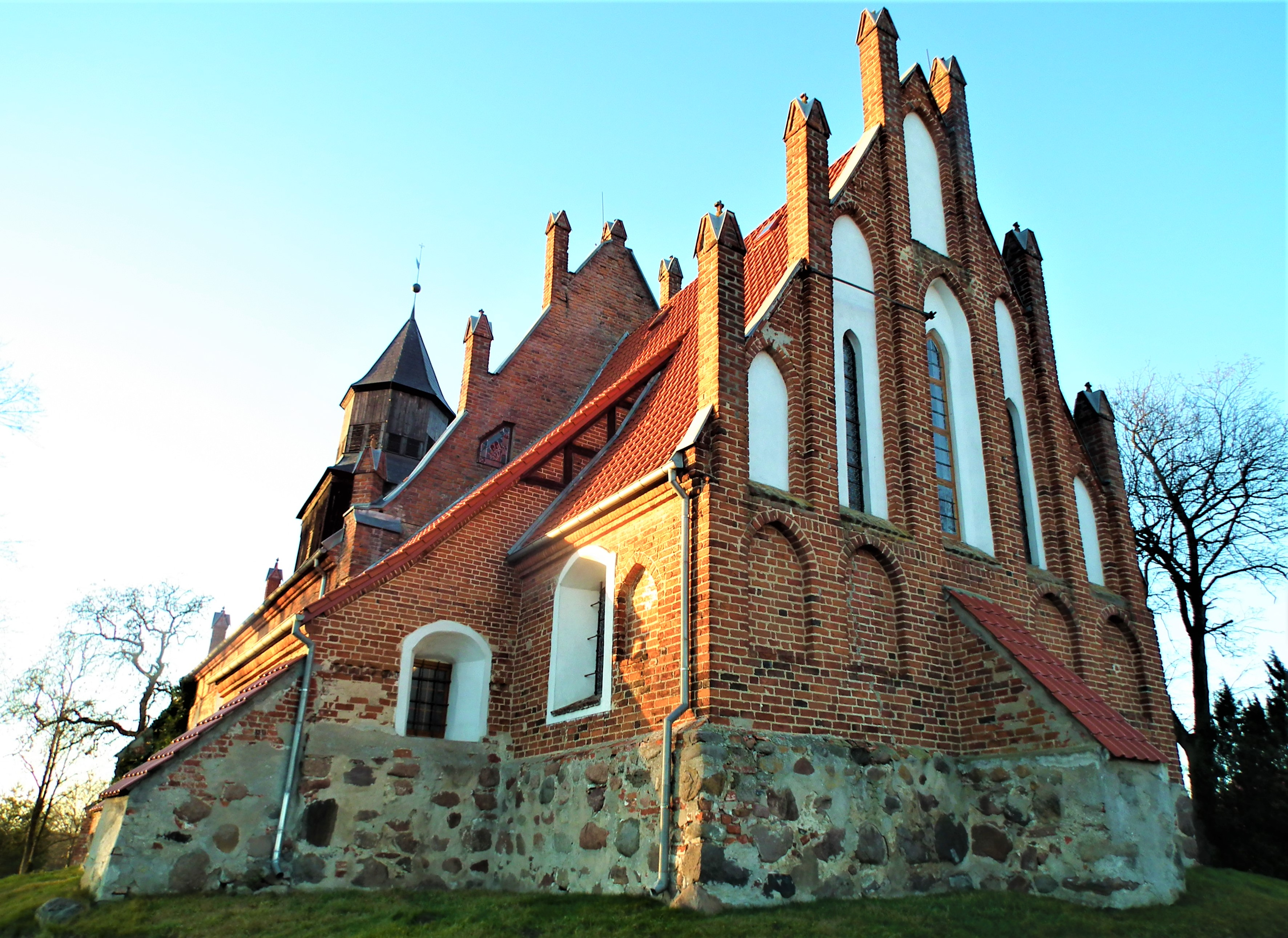
Widok od strony prezbiterium

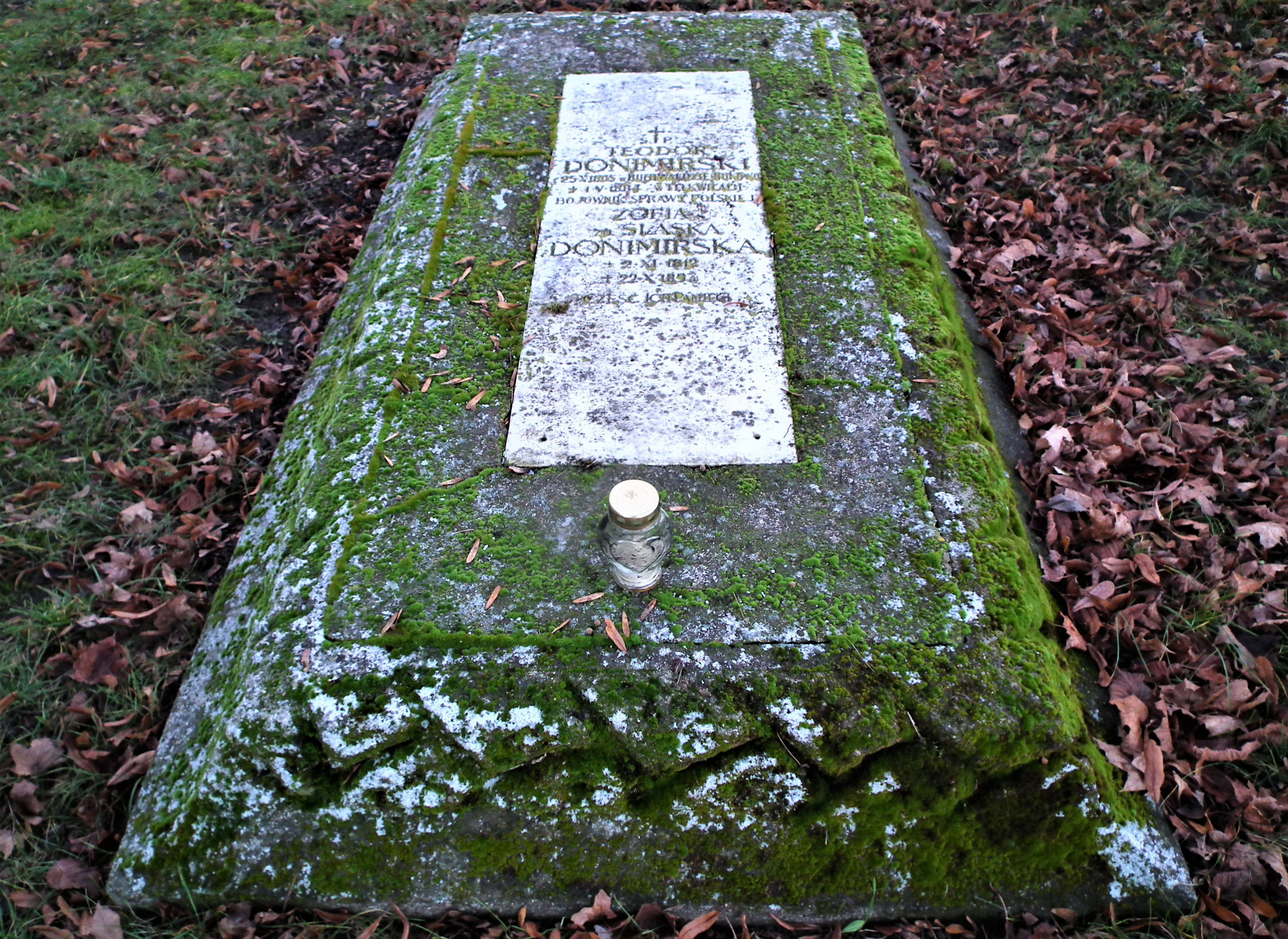
Grób Teodora Donimirskiego

Pierwszy raz wymieniono Kalwę w dokumencie z 26 lipca 1280, a parafię św. Marii Magdaleny w 1285. Przywilej lokacyjny wydał komtur malborski Henryk Wilnowe w 1297, wtedy też uposażył kościół parafialny czterema włókami. W tym czasie właścicielem wsi był Konrad von Mükenberg. Obecny kościół parafialny został zbudowany w latach 1310–1320. Obszerne prezbiterium dobudowano w 1402, a w następnym roku świątynię konsekrowano. Kościół został ograbiony w czasie wojny polsko-krzyżackiej w 1411. W 1618 kościół otrzymał odpusty, które nadał nuncjusz apostolski Franciszek Diotallevius z możliwością ich uzyskania z racji Narodzenia NMP oraz święta patronalnego parafii, czyli we wspomnienie św. Marii Magdaleny. Ostatni raz kościół przebudowano pod koniec XVII wieku, a chorągiewka wietrzna kościoła informuje o dacie 1695 rok. Jeszcze w 1647 mówiono o tym kościele, że miał trzy ołtarze. W drewnianej wieży były dwa dzwony, cmentarz nie miał płotu, plebanii nie było. Wizytujący parafię w 1698 podkreślił, że świątynia posiadała dach, który wymagał koniecznej naprawy. Chrzcielnica drewniana była wówczas otoczona kratkami, czyli balustradą. Trzy lata wcześniej kościół otrzymał pięciogłosowe organy. Okna świątyni były bardzo stare. Cmentarz był otoczony płotem, a drewniana wieża stojąca opodal kościoła nie miała dzwonów, ponieważ zostały wywiezione w czasie wojny szwedzkiej. Natomiast w środku kościoła wisiała sygnaturka. Parafia nie posiadała szkoły, ale nauczyciel mieszkał w domu należącym do kościoła. Protokół powizytacyjny z 1724 dotyczący parafii w Kalwie i filii stwierdził, że kościół parafialny prezentował się korzystnie. Znajdujące się w kościele parametry i ozdoby zostały ufundowane przez Eleonorę Warszycką z domu Łosiow. Ówczesny proboszcz zadbał o budowę dwóch ołtarzy oraz zbudował ogrodzenie cmentarza. Z opisu diecezji sporządzonego w 1788 wiadomo, że wówczas kościół był murowany, a plebania drewniana w dobrym stanie. Duszpasterz opiekujący się wiernymi w filii szropskiej głosił kazania wyłącznie po polsku. W 1821 kościół otrzymał nową drewnianą wieżę. Wymieniono również wyposażenie wnętrza na rokokowe. Polskość Kalwy i okolicy przypominają nazwiska i napisy polskie na cmentarzu przykościelnym. Tu spoczywa także działacz społeczny, polityczny i oświatowy Powiśla – Teodor Donimirski.
W 1956 odnowiono wieżę, w 1977 wymieniono gonty na wieży, w 2006 odrestaurowano ołtarz główny, a w 2009 kościół przeprowadzono generalną renowację. Kościół posiada zachowane jednorodne rokokowe wyposażenie.

## Architektura
Kościół jest wolnostojący, orientowany, murowany, wzniesiony z kamienia i cegły. Kruchta jest zbudowana w konstrukcji szkieletowej, natomiast wieża i więźba dachowa jest drewniana, a dachy kryte ceramiczne. Nad prezbiterium i nawą znajduje się drewniany strop kolebowy. Wnętrze jest salowe, a prezbiterium wydzielone ścianą tęczową z szerokim otworem ostrołukowym.

## Otoczenie
Obiekt stoi w centrum wsi na lekko wyniesionym ponad okolicę trójkątnym placu, otoczonym z trzech stron drogami. Przy kościele znajduje się porośnięty starodrzewem cmentarz z zachowanymi nagrobkami z początku XX wieku.